# Шкатула Денис Юрійович
Дени́с Ю́рійович Шкату́ла — український шашкіст, проживає у місті Вінниця, майстер спорту України з шашок.
Вихованець Вінницької ДЮСШ № 6. Закінчив навчання в Харківському юридичному університеті. Вихованець заслуженого тренера України Дмитра Мариненка.

## Спортивні досягнення
- чемпіон світу 2012 року серед чоловіків з шашок-64 (блискавична гра), Лілль (Франція)
- переможець клубного чемпіонату світу-2014 у складі збірної України,
- станом на листопад 2014 — діючий чемпіон світу серед молоді до 23 років з блискавичних та швидких шашок.
- вересень 2015 — переможець Чемпіонату світу з шашок-64 (вік до 23 років).